# Csak dalok
A Csak dalok Presser Gábor 1994-es szólóalbuma, első igazi önálló lemeze. (Korábban csak színházi darabjai jelentek meg saját neve alatt.)

## A lemez
A lemez felvételei 1994-ben, New Yorkban (Green Street Recording Studio) és Budapesten (MR 8-as, Utópia, Electromantic Studió) készültek.
Presser Gábor neves külföldi és hazai zenészekkel dolgozott együtt. A Csúnya fiúknak is van szíve című dalban pedig feltűnnek a Locomotiv GT korábbi tagjai is: Somló Tamás és Karácsony János énekel, Solti János dobol. (Karácsony János a Gazdag fiú szerelme című számon gitározik is.)
A Rozsdás szög, A csúnya fiúknak is van szíve és A szerelem jó, a szerelem fáj dalok slágerek, az album platinalemez lett.

## Közreműködők
- Presser Gábor – ének, zongora, szintetizátor, basszus, Hammond-orgona, bendzsó, bőgő, ütőhangszerek, szopránszaxofon, gitár, dob-program
- Garth Hudson – Hammond orgona, harmonika
- Szekeres Tamás – gitár
- Omar Hakim – dob
- Don Alias – ütőhangszerek
- Andrej Seban – elektromos gitár
- Warren Haynes – gitár
- Jenny Burton – ének
- Horváth Kornél – ütőhangszerek
- Lew Soloff – trombita
- Dés László – szaxofon
- Somló Tamás – ének
- Karácsony János – ének, gitár
- Solti János – dob
- Ferenczi György – szájharmonika
- Csizmadia Gábor – trombiták
- Fernando Saunders – basszusgitár
- A New York Ross Temple kórus Fernando Saunders vezetésével

## Dalok
Az összes dal Presser Gábor szerzeménye, a dalszövegeket Sztevanovity Dusán és Presser Gábor írta.
1. A szerelem jó, a szerelem fáj (Presser Gábor – Sztevanovity Dusán)
2. A legvégén lesz még egy dal (Presser Gábor – Sztevanovity Dusán)
3. Rozsdás szög (Presser Gábor)
4. Ringass még (Presser Gábor – Sztevanovity Dusán, Presser Gábor)
5. Meddig jössz velem (Presser Gábor – Sztevanovity Dusán)
6. Dr. Bánat (Presser Gábor)
7. A csúnya fiúknak is van szíve (Presser Gábor – Sztevanovity Dusán)
8. Gazdag fiú szerelme (Presser Gábor)
9. Elfáradt dal (Presser Gábor – Sztevanovity Dusán)
10. Volt egy szép napunk (Presser Gábor – Sztevanovity Dusán)

Teljes játékidő: 51:21

## Zenészek dalonkénti bontásban
- A szerelem jó, a szerelem fáj
  - Presser Gábor – ének, zongora, szintetizátor, bőgő*
  - Garth Hudson – Hammond orgona, harmonika
  - Szekeres Tamás – gitár
  - Omar Hakim – dob
  - Don Alias – ütőhangszerek
- A legvégén lesz még egy dal
  - Presser Gábor – ének, zongora, basszus*
  - Jenny Burton – ének
  - Andrej Seban – elektromos gitár
  - Szekeres Tamás – akusztikus gitár
  - Don Alias – ütőhangszerek
  - Solti János – dob
  - A New York Ross Temple kórus Fernando Saunders vezénylésével
- Rozsdás szög
  - Presser Gábor – ének, zongora, Hammond orgona
  - Omar Hakim – dob
  - Warren Haynes – gitár
  - Don Alias – ütőhangszerek
- Ringass még
  - Presser Gábor – ének, zongora, Hammond orgona, bőgő*
  - Jenny Burton – ének
  - Warren Haynes – slide-gitár
  - Horváth Kornél – ütőhangszerek
- Meddig jössz velem
  - Presser Gábor – ének, zongora, Hammond orgona, kórus
  - Omar Hakim – dob
  - Lew Soloff – trombita
  - Dés László – szaxofon
  - Don Alias – ütőhangszerek
- Dr. Bánat
  - Presser Gábor – ének, zongora, Hammond orgona, ütőhangszerek, bendzsó*, szopránszaxofon*, gitár*
- A csúnya fiúknak is van szíve
  - Presser Gábor – ének, zongora, Hammond orgona
  - Somló Tamás – ének
  - Karácsony János – ének
  - Solti János – dob
  - Andrej Seban – gitár
  - Ferenczi György – szájharmonika
  - Csizmadia Gábor – trombiták
- Gazdag fiú szerelme
  - Presser Gábor – ének, zongora, ütőhangszerek, basszus*
  - Karácsony János – gitár
  - Dés László – szaxofon
  - Don Alias – ütőhangszerek
- Elfáradt dal
  - Presser Gábor – ének, zongora, szintetizátor, dob-program
  - Fernando Saunders – basszusgitár
  - Don Alias – ütőhangszerek
  - Dés László – szaxofon
  - Andrej Seban – gitár
- Volt egy szép napunk
  - Presser Gábor – ének, zongora, bendzsó*, bőgő*
  - Garth Hudson – Hammond orgona, harmonika
  - Horváth Kornél – ütőhangszerek
  - Lew Soloff – trombita
  - Ferenczi György – szájharmonika

A *-gal jelölt hangszerek Roland S750 mintavevőn keresztül szóltak.

## Produkció
- Presser Gábor – producer
- Fernando Saunders – társproducer (New York-i felvételek)
- Rod Hui – hangmérnök (New York-i felvételek)
- Kiss István – hangmérnök, zenei rendező, computer program
- Jull Dell'Abate – produkciós koordinátor
- Kövesdi Frigyes – gyártásvezető
- Flohr János – borítóterv és grafika
- Bakos István – fotók